# روبرتو أرويو
روبرتو أرويو جريجوريو (مواليد 25 أغسطس 2003)، لاعب كرة قدم إسباني يلعب كمهاجم لريال فالادوليد بروميساس.